# Moryń
Moryń (niem. Mohrin) – miasto w północno-zachodniej Polsce, w woj. zachodniopomorskim, w powiecie gryfińskim. Siedziba gminy miejsko-wiejskiej Moryń. Położone nad jeziorem Morzycko.
31 grudnia 2021 r. miasto miało 1610 mieszkańców.
Nad jeziorem Morzycko zostało wyznaczone kąpielisko śródlądowe.

## Położenie

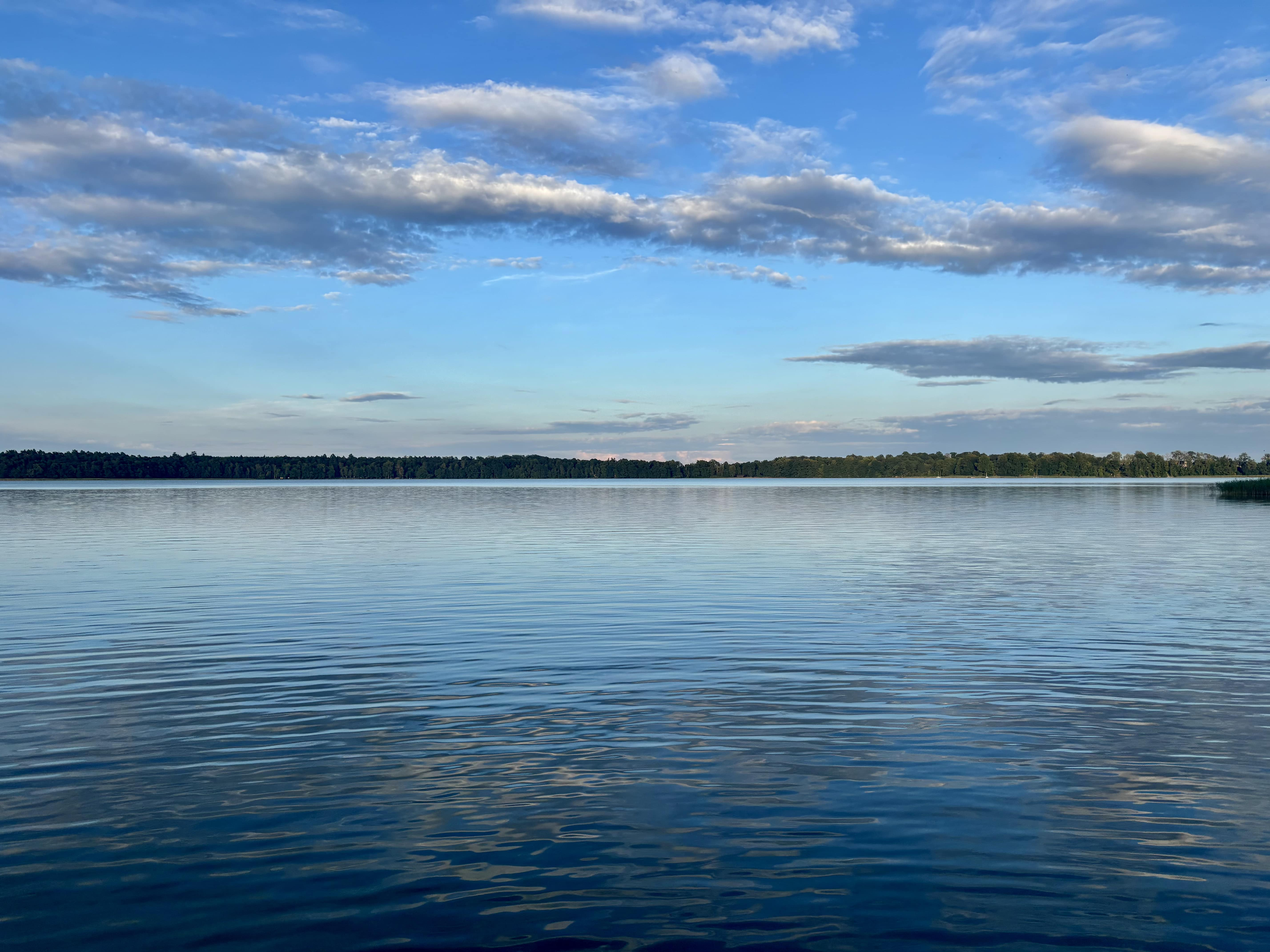
Jezioro Morzycko

Moryń znajduje się w południowo-zachodniej części województwa zachodniopomorskiego, w powiecie gryfińskim.
Cała gmina Moryń leży w otulinie Cedyńskiego Parku Krajobrazowego, a duża jej część należy do samego parku.
Według danych z 1 stycznia 2009 powierzchnia miasta wynosi 5,54 km².
W latach 1946–1998 miasto administracyjnie należało do woj. szczecińskiego. W latach 1960–1972 miasto nie należało, ale było siedzibą władz gromady Moryń.
Moryń leży na historycznym Pomorzu Zachodnim.

## Toponimia
Nazwa Moryń została ustalona urzędowo w 1946 r. Wcześniej przez kilka powojennych miesięcy funkcjonowały tymczasowe nazwy Murzynowice oraz Murzynno (ta druga pojawia się m.in. w przedwojennym Atlasie nazw geograficznych Słowiańszczyzny Zachodniej Stanisława Kozierowskiego).

## Historia
Teren na którym obecnie znajduje się Moryń został zasiedlony we wczesnym średniowieczu przez słowiańskie plemiona Pyrzyczan. Obszar został włączony do państwa polskiego przez Mieszka I ok. 967 roku. W XI w. teren ten należał do księstwa pomorskiego. W XII w. powstał tu gród (najprawdopodobniej na wzniesieniu nad jeziorem Morzycko, na którym zachowały się ruiny średniowiecznego zamku). Gród ten był jednym z najważniejszych w kasztelanii cedyńskiej. Przy grodzie w XIII w. powstała osada, która dała początek miastu Moryń. Pierwsza wzmianka o Moryniu pojawia się w 1263 w dokumencie wystawionym przez księcia pomorskiego Barnima I. W II połowie XIII w. Moryń został zagarnięty przez Marchię Brandenburską, która utworzyła na tych terenach Nową Marchię. 

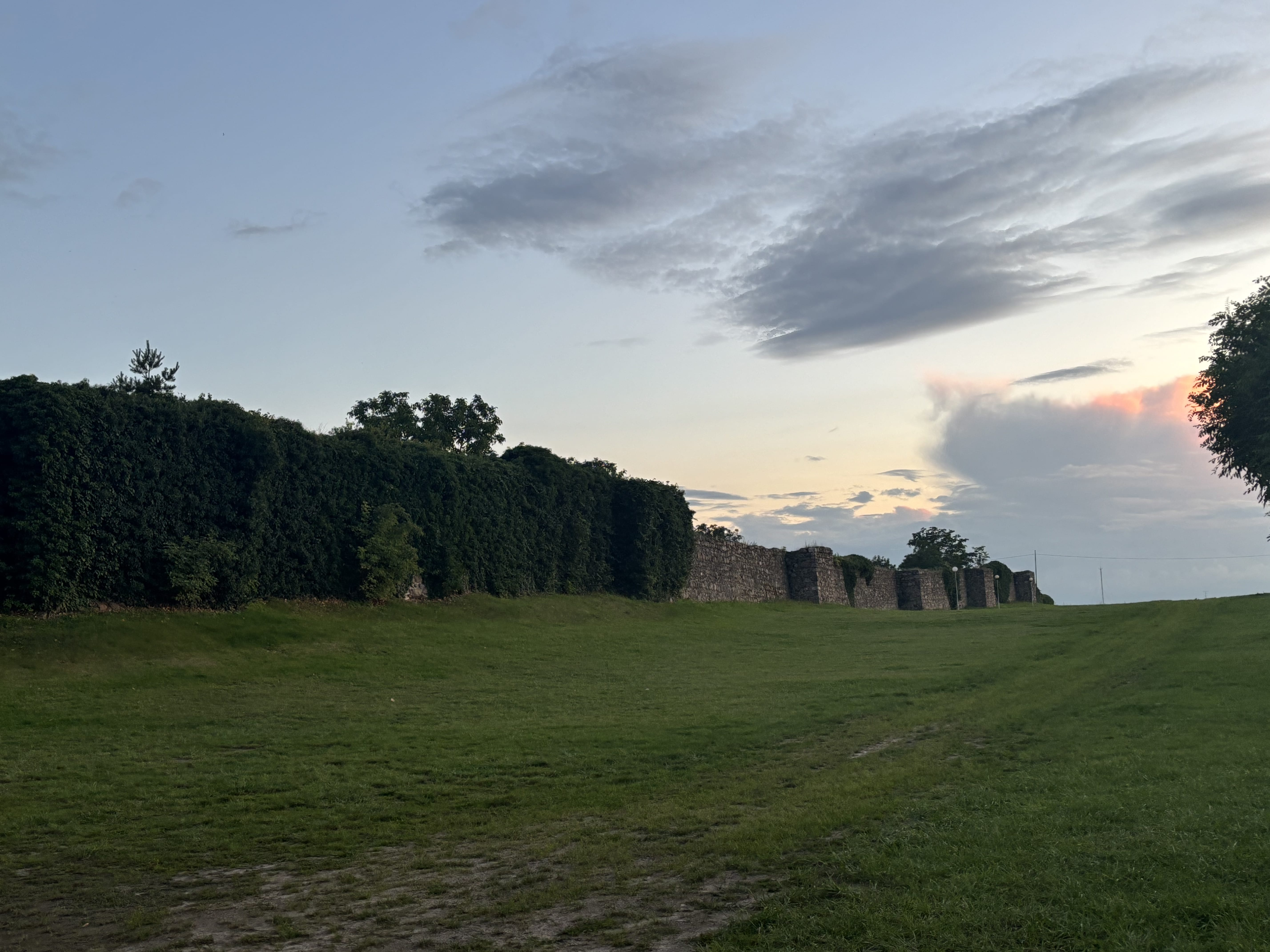
Mury miejskie

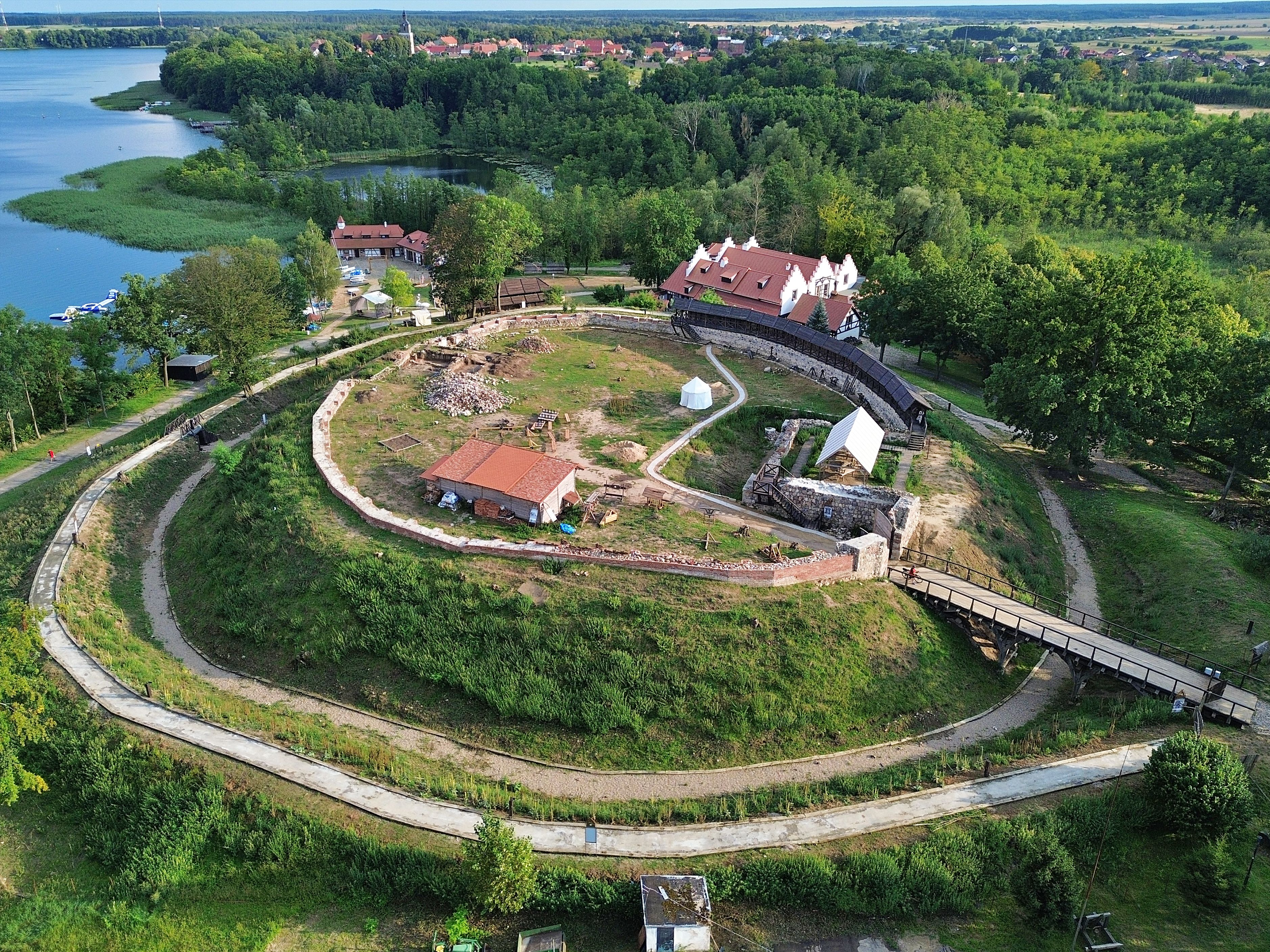
Ruiny zamku w Moryniu

Dokładna data nadania Moryniowi praw miejskich nie jest znana, wiadomo, że musiało to nastąpić przed 1306 r. Po otrzymaniu praw miejskich Moryń zaczął się dynamicznie rozwijać: wybudowano wieniec murów miejskich, powstał szpital, rozbudowano kościół. Miasto przystąpiło do związku miast nowomarchijskich. W 1350 miastem zaczęła rządzić rada miejska, dziesięć lat później miasto uzyskało także władzę sądowniczą. W 1353 przejściowo mieściła się tu mennica książęca. W 1360 na półwyspie jeziora Morzycko rozpoczęto wznoszenie zamku obronnego. Na zamku zamieszkało siedmiu rycerzy, którzy otrzymali tytuł burgrabiego. Jeszcze w XIV w. zamek został zniszczony przez rycerstwo pomorskie i zachował się do naszych czasów w formie ruiny.
Od 1373 we władaniu Korony Czeskiej. W 1402 zawarto w Krakowie układ w sprawie sprzedaży miasta i regionu Polsce, po czym parę miesięcy później sprzedano miasto zakonowi krzyżackiemu, do którego należał wraz z całą Nową Marchią do 1454. Podczas wojny polsko-krzyżackiej lat 1431–1435, w 1433, Moryń został splądrowany przez husytów i na trzy wieki utracił status miejski i był traktowany jako wieś rycerska. W drugiej połowie XV w. samodzielność miasta została ograniczona przez sprzedanie go prywatnym właścicielom. W XVI w. miastem władała rodzina Schönebeck, których siedziba rodowa znajdowała się w Gądnie.
Wiek siedemnasty nie był dla miasta szczęśliwy, głównie ze względu na zniszczenia wywołane działaniami wojennymi wojny trzydziestoletniej oraz pożarami, które trzykrotnie nawiedziły miasto (w latach: 1637, 1640, 1688). Miasto uległo wyludnieniu (w 1719 mieszkały tu tylko 124 osoby). W XVIII w. sytuacja finansowa miasta uległa poprawie – ufundowano wówczas m.in. bogate wyposażenie dla tutejszego kościoła (do dziś zachowała się ambona). W mieście działał browar, funkcjonowała także apteka. Mieszczanie zajmowali się także sprzedażą sielawy z jeziora Morzycko. W 1801 Moryń liczył 939 mieszkańców.
Na początku XIX w. Moryń przestał być prywatną własnością i odzyskał autonomię. Miasto pełniło funkcję lokalnego centrum dla rolniczej okolicy. Posiadało dwa dwory (w Gądnie i Nowym Dworze) oraz cztery folwarki (w Łabędzinie, Macierzy, Mobierzy i Słupcu). W drugiej połowie XIX w. w pobliżu Morynia wybudowano dwie linie kolejowe: Szczecin – Kostrzyn ze stacją w Witnicy (1877 r.) oraz Godków – Siekierki ze stacją w Przyjezierzu (1892 r.). Polepszenie komunikacji z Moryniem spowodowało, że pod koniec XIX w. miasteczko zaczęło być odwiedzane przez letników i turystów. Rangę miasta podnosił także, istniejący tu od 1874 roku i uważany za wzorowy, zakład opiekuńczy dla dzieci dr. Kocha.

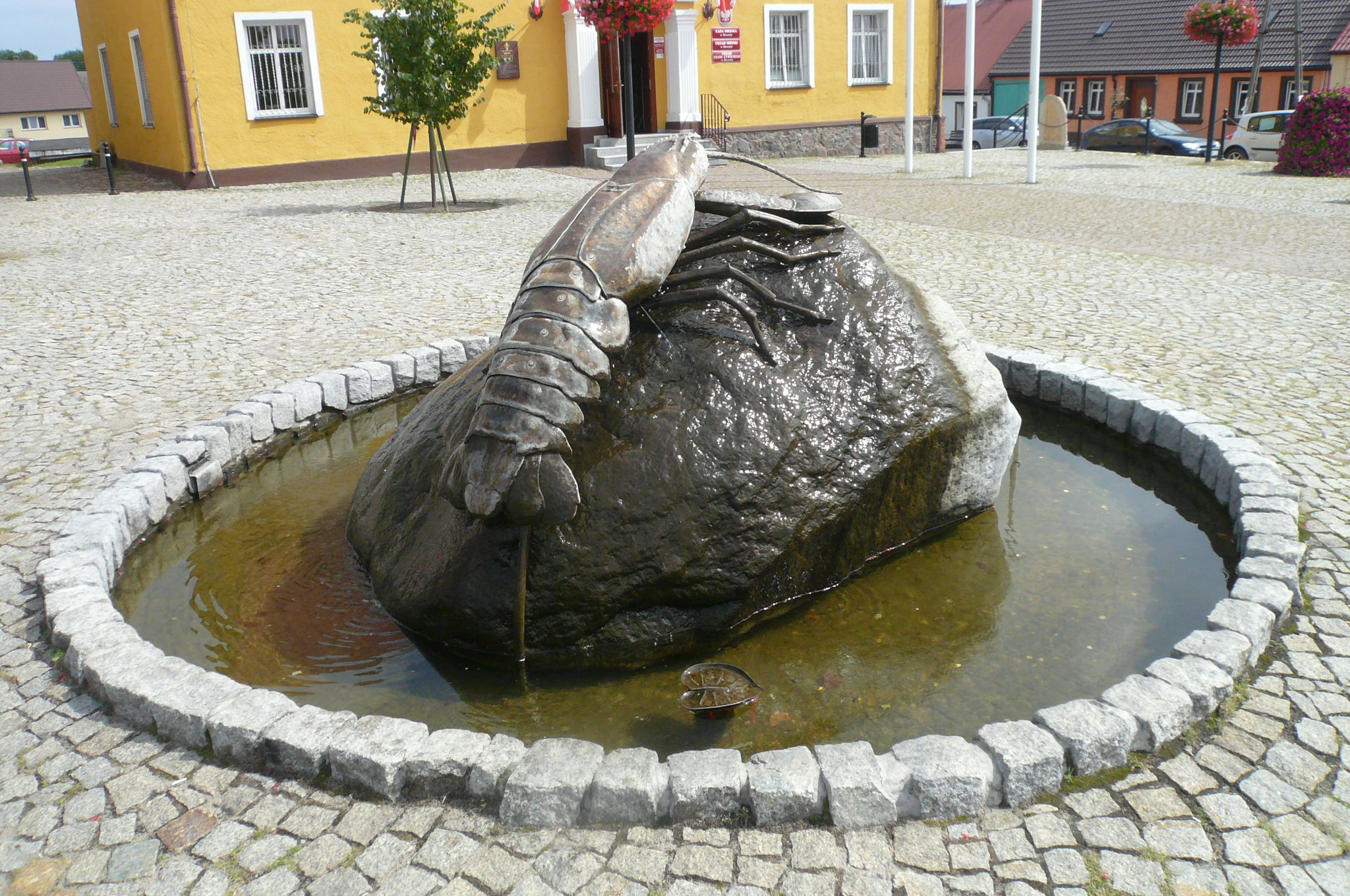
Fontanna Wielkiego Raka w Moryniu

Przed II wojną światową Moryń był zamieszkały przez 1227 osób. Była tu poczta, szkoła podstawowa, apteka, gabinet dentystyczny, dwie gospody, dwie piekarnie, gorzelnia, młyn miejski i wiatrak. Opiekę medyczną nad mieszkańcami sprawowało dwóch lekarzy, pielęgniarka i akuszerka.
Podczas II wojny światowej Moryń został zajęty przez wojska radzieckie 3 lutego 1945. Zniszczenia wojenne nie były duże. Pierwsi polscy osadnicy pochodzili głównie z Kresów Wschodnich oraz Małopolski i Wielkopolski. W 1960 r. Moryń liczył ok. 1000 mieszkańców. Przyszłość Morynia władze miasteczka wiążą z rozwojem funkcji turystycznych z uwzględnieniem bliskiego sąsiedztwa z Niemcami.
20 września 2008 na rynku odsłonięta została Fontanna Wielkiego Raka, nawiązująca do miejscowej legendy o zwierzęciu zamieszkującym pobliskie jezioro.

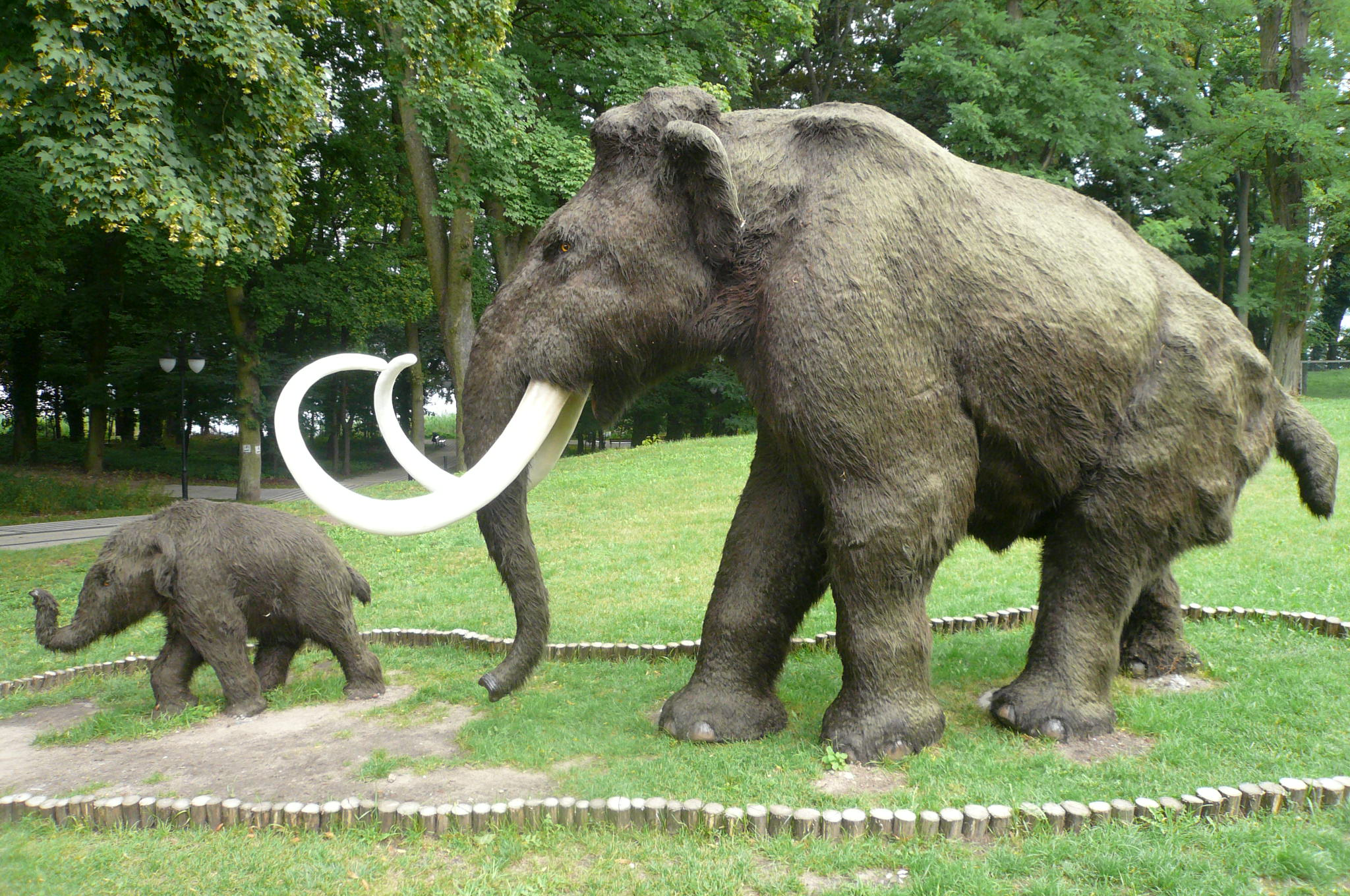
Mamut włochaty z cielęciem - figury z "Alei Gwiazd Plejstocenu" w Moryniu

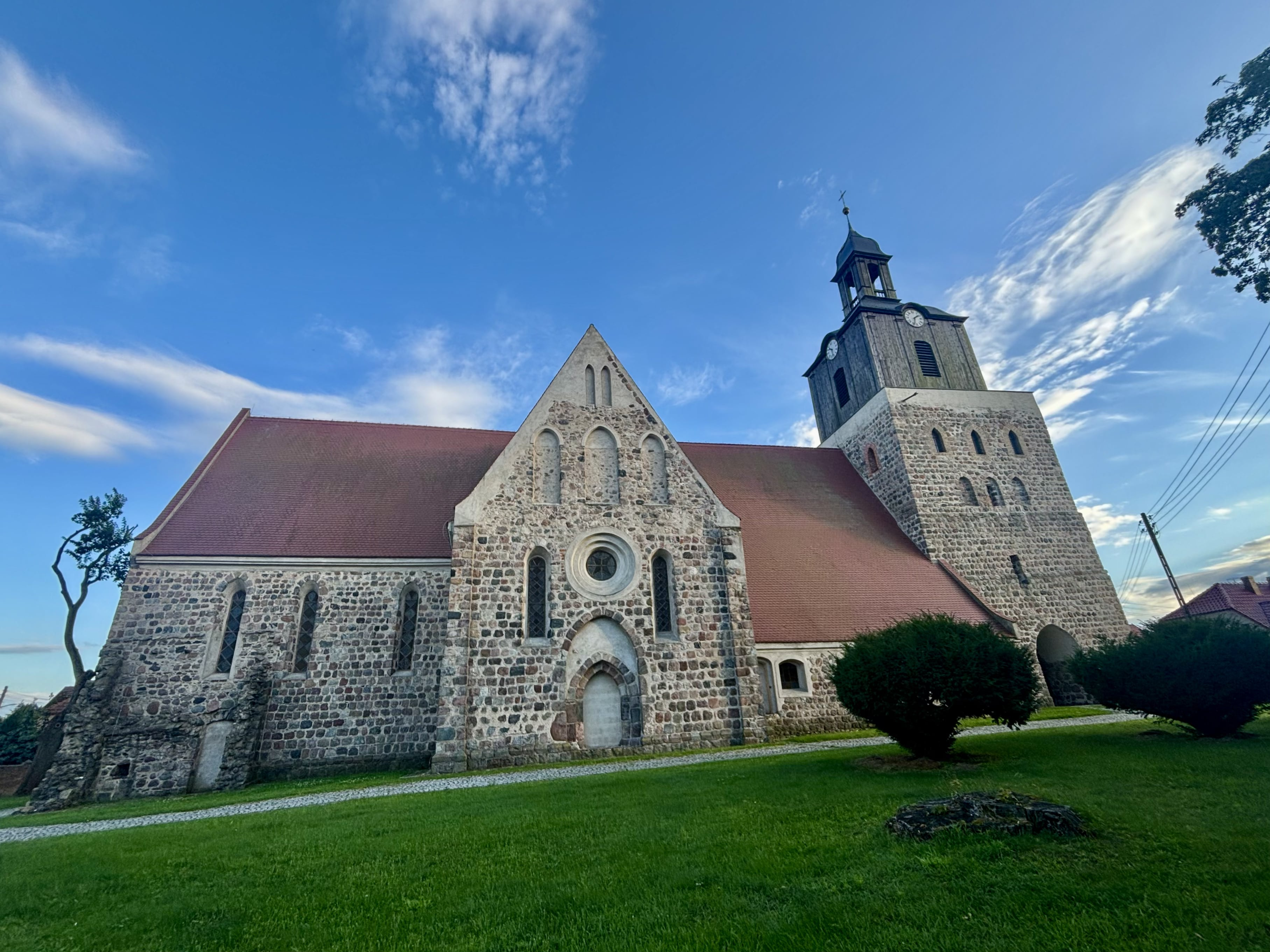
Kościół Świętego Ducha

Moryniu mieści się Centrum tworzonego od 2009 r. Geoparku Moryń – polskiej części transgranicznego Geoparku „Kraina polodowcowa nad Odrą”. W związku z tym w mieście realizowane są stopniowo ekspozycje o tematyce geologicznej, także pod gołym niebem: „Aleja Gwiazd Plejstocenu” z naturalnej wielkości figurami ssaków epoki lodowcowej i modelami ich tropów, lapidarium z głazami narzutowymi, oraz projektowana wystawa geologiczna w siedzibie władz geoparku (dane z 2013 r.).

## Zabytki
- Kościół romański z XIII w. pw. Ducha Świętego. Wybudowany jest z kamieni granitowych, na planie krzyża. Unikatowa wieża pochodzi z XV wieku, wolno stojąca z przejazdem. Górna część wieży z latarnią z 1756 roku. Szczyty kościoła dekorowane są licznymi blendami ostrołukowymi i półkolistymi, a także rozetami o uskokowych ościeżach,
  - Ołtarz z kostki granitowej (jeden z nielicznych tego typu ołtarzy w Polsce) jest starszy od kościoła o około 100 lat (datowany jest na XII wiek),
  - Ambona barokowa z 1711 roku wyrzeźbiona przez lokalnego artystę Hattenkrella,
  - Fragmenty gotyckich malowideł z XV wieku,
- Mury miejskie z granitu i kamienia polnego. Wzniesione zostały w początkach XV wieku. Otaczają one miasto kołem o średnicy około 300m. Pierwotnie miały 28 strażnic czworokątnych i jedną bramę z wieżą. Zachował się do dzisiaj ich pełny wieniec (bez bramy i strażnic),
- Zachowany został średniowieczny układ urbanistyczny,
- Budynki mieszkalne z XVIII i XIX wieku wraz z siatką ulic stanowią zespół zabytkowy, niektóre z nich mają tak zwane przedproża,

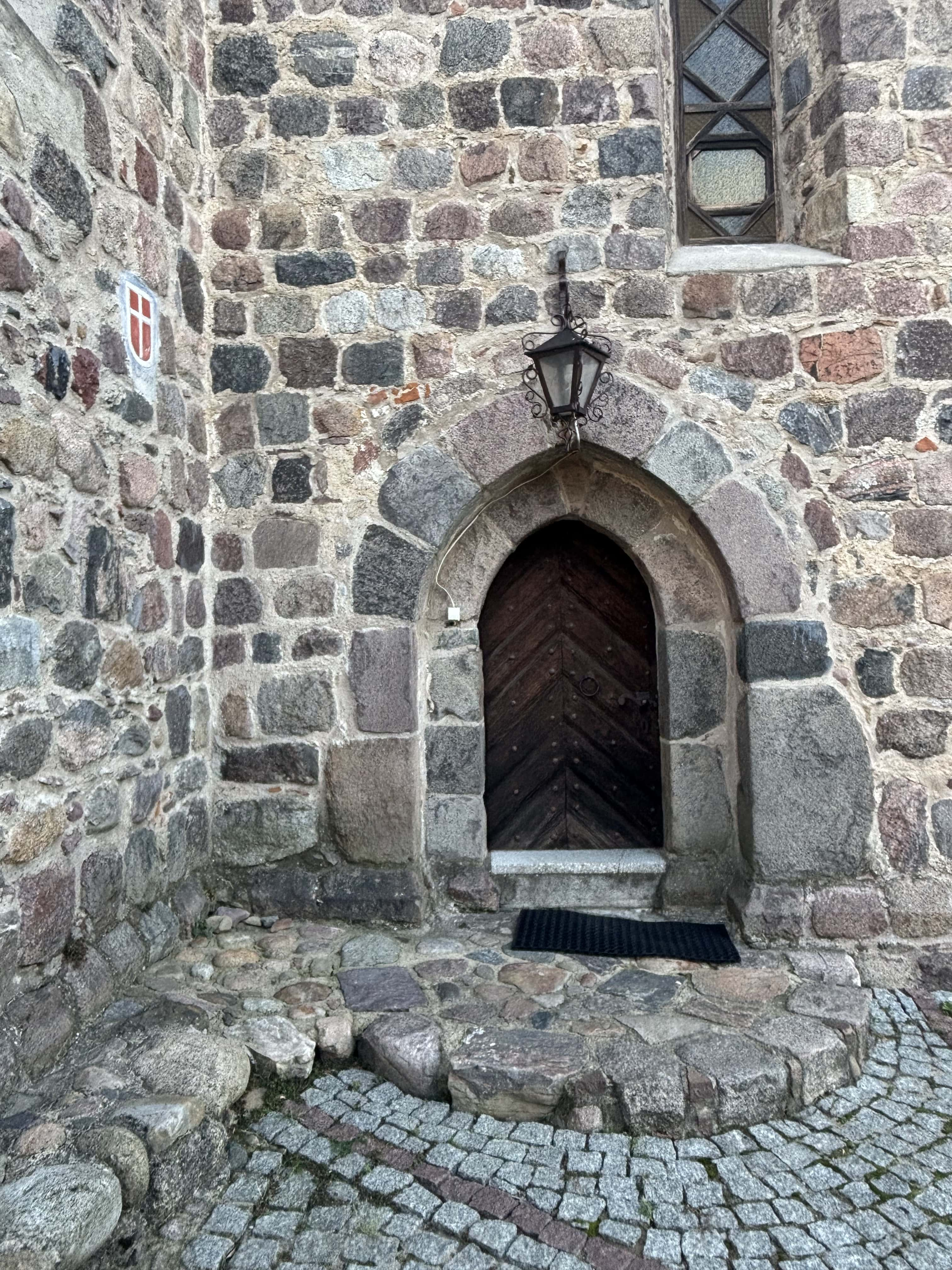
Fragment Kościoła

- Fragment KościołaDawna restauracja „Pod Wielkim Rakiem”[17] z okresu po II wojnie światowej (obecnie sklep) przy rynku. Fasada zdobiona stylizowanymi płaskorzeźbami. Kompozycja po lewej przedstawia życie w głębinach wodnych, natomiast po prawej znajduje się fryz z wyobrażeniami postaci ludzkich,
- Ruiny XIV-wiecznego zamku, zbudowanego na półwyspie Zamczysko opodal miasta,
- Zespół sierocińca „Szczęście Dzieci”, ob. dom opieki społecznej,
- Budynek gospodarczy i plebania przy kościele św. Ducha.

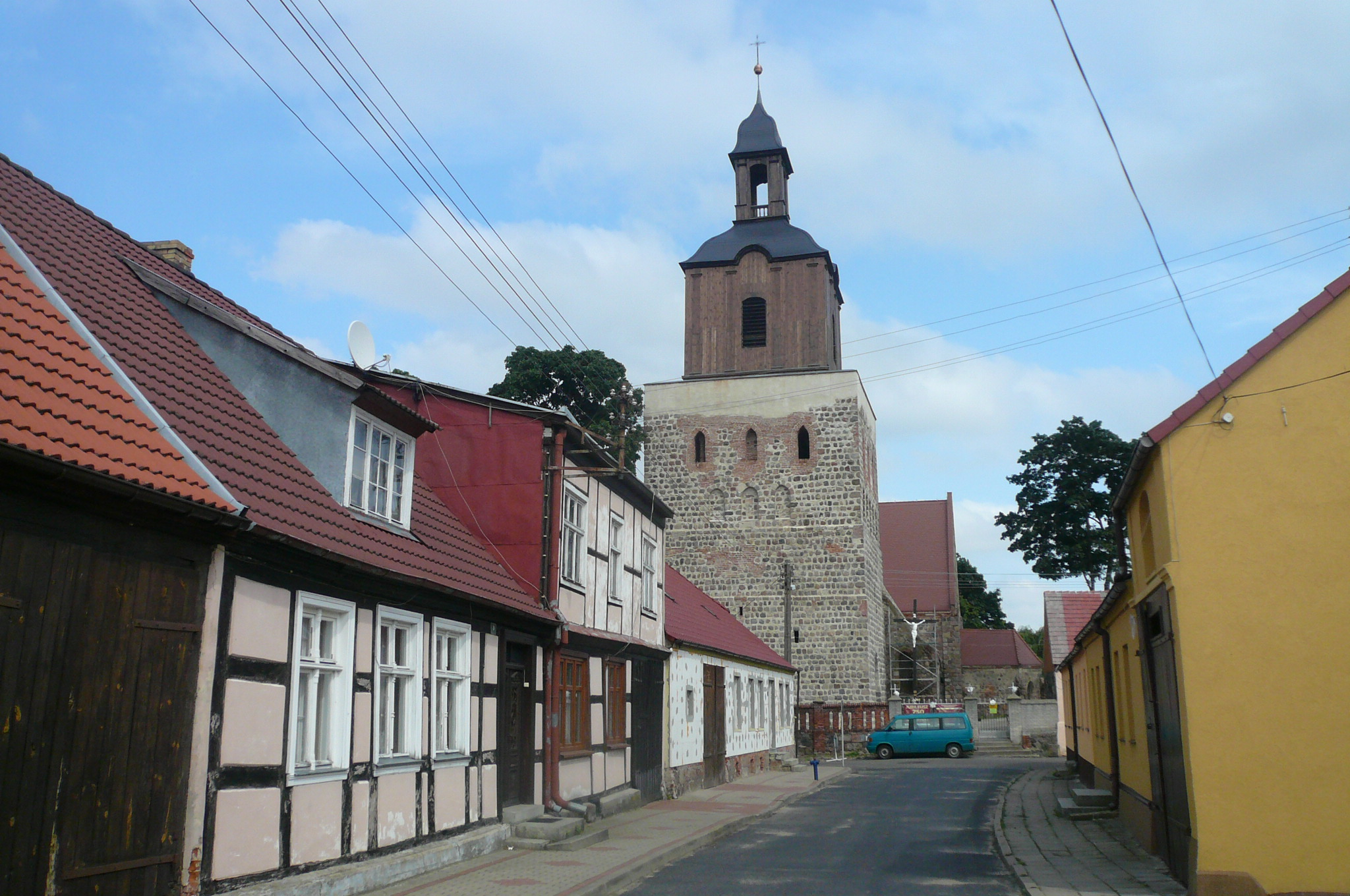
Ulica Wąska. Widoczne stare domy ryglowe i kościół
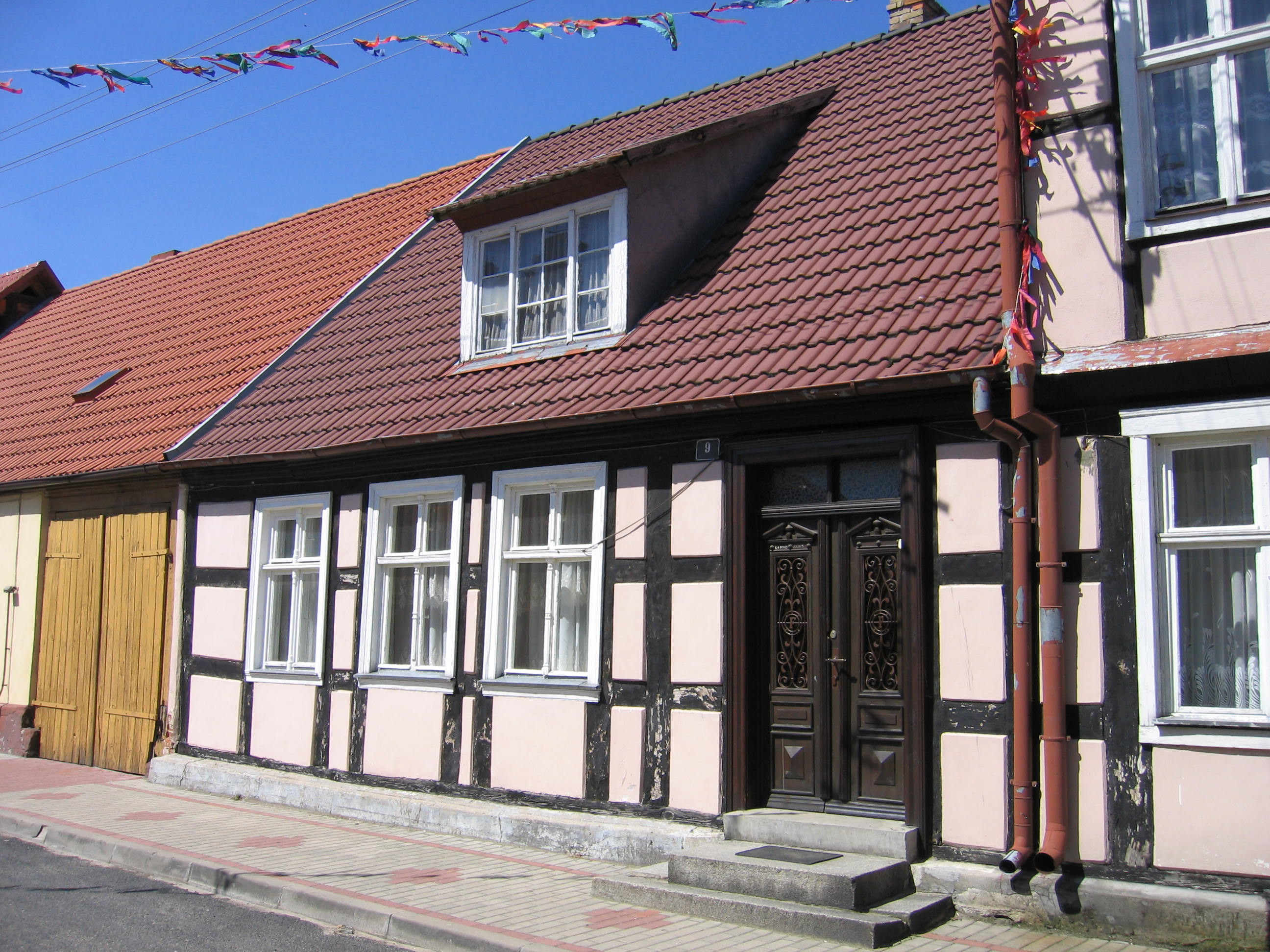
Zabytkowy dom szachulcowy
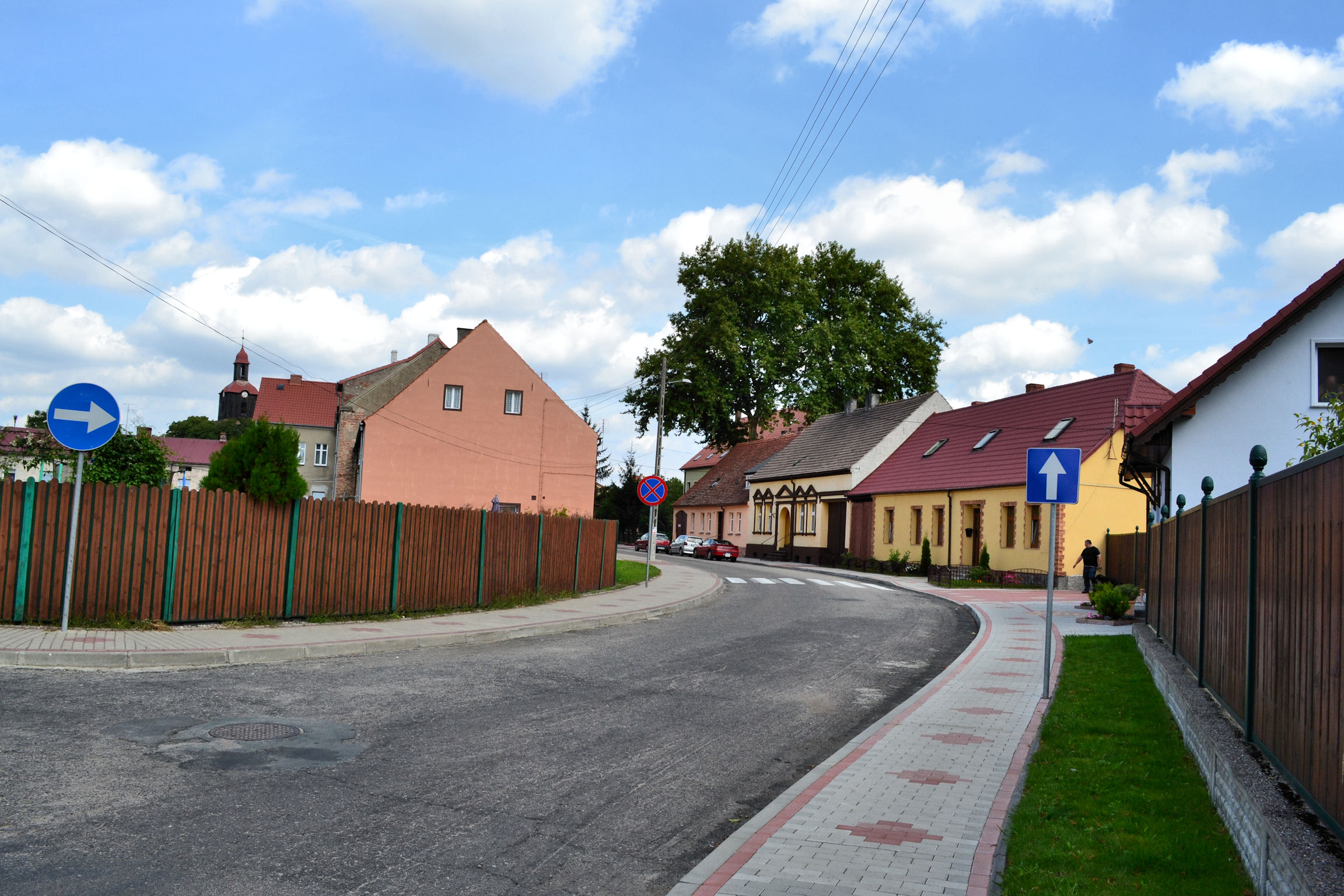
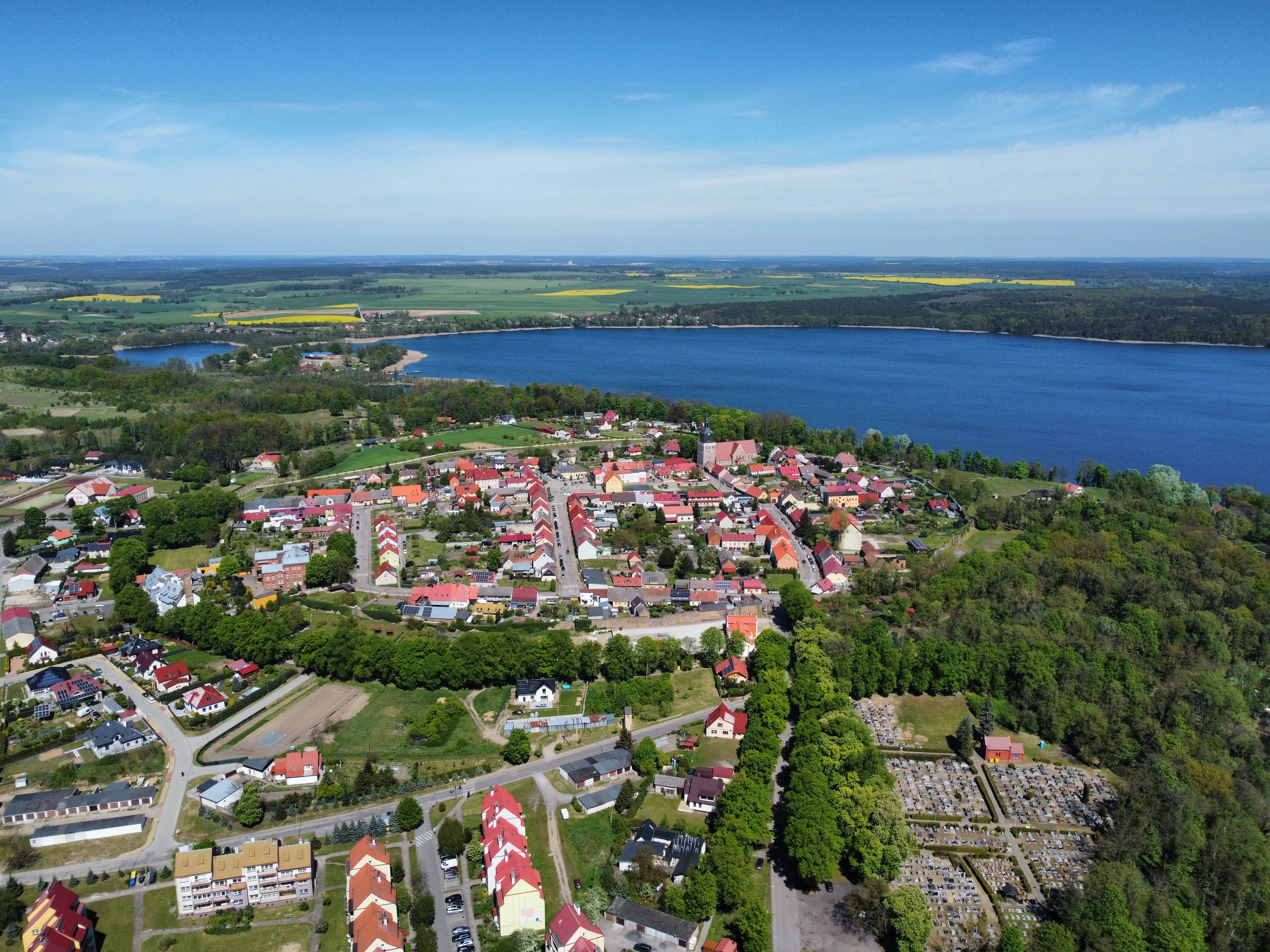
Centrum miasta, widok z powietrza
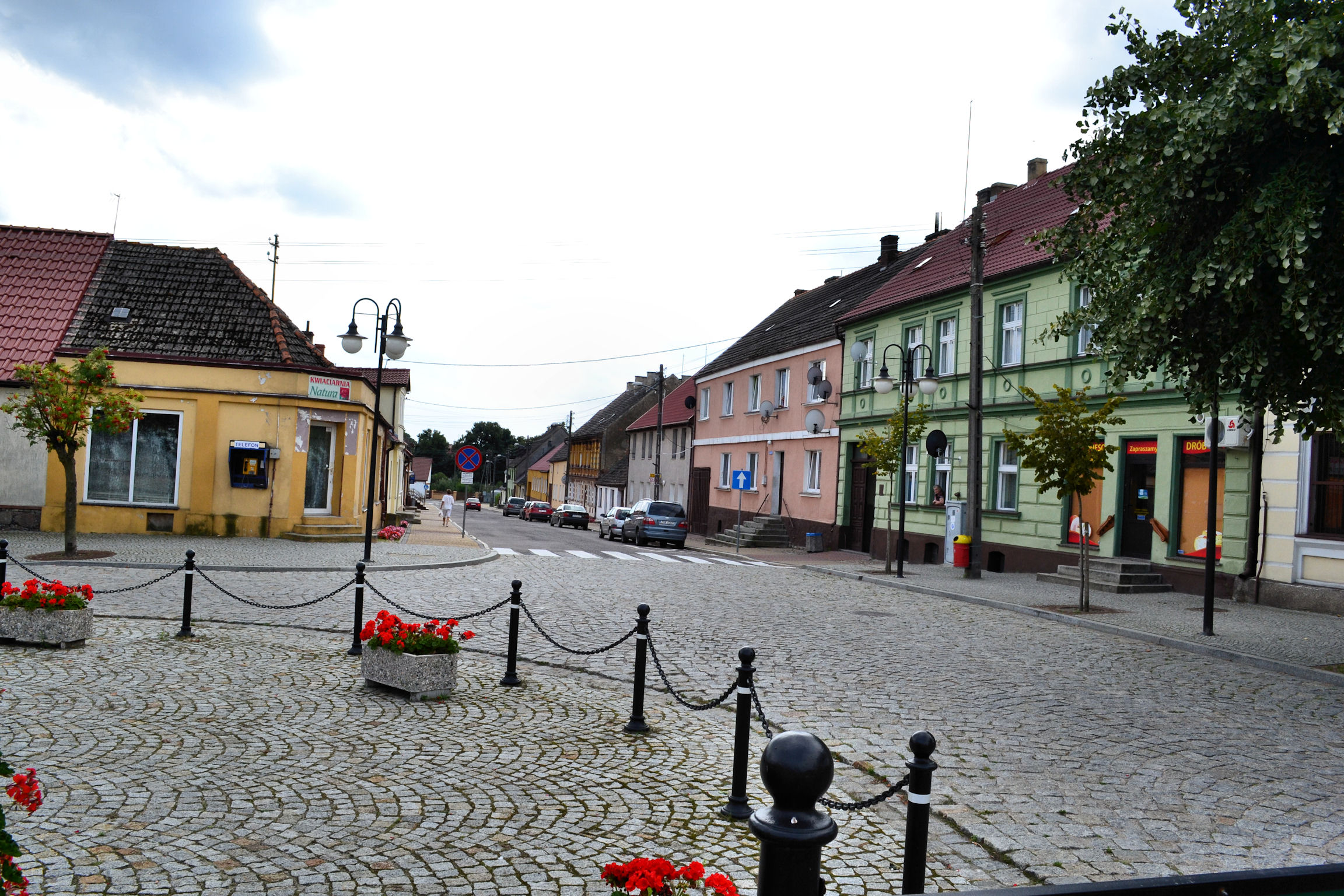
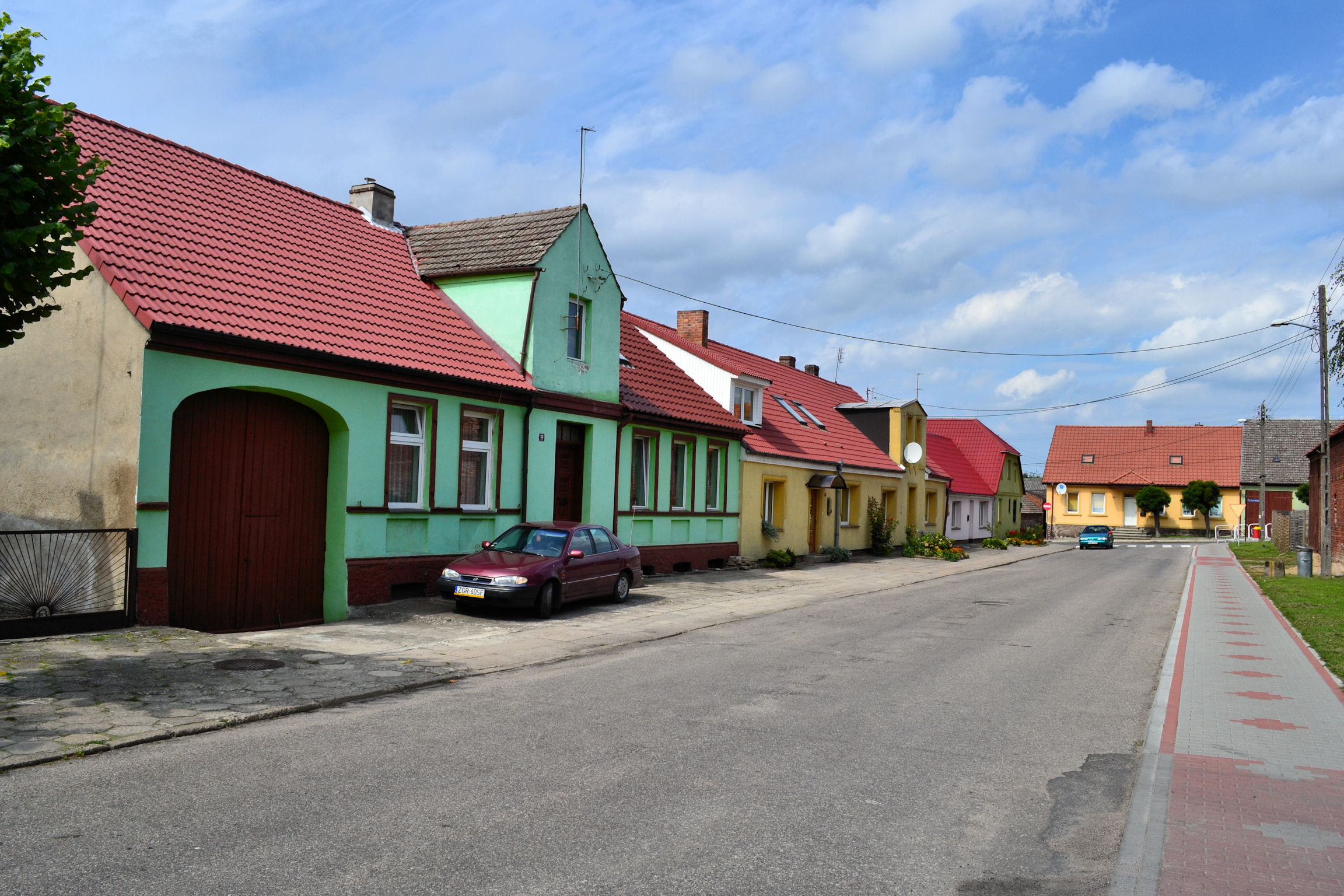
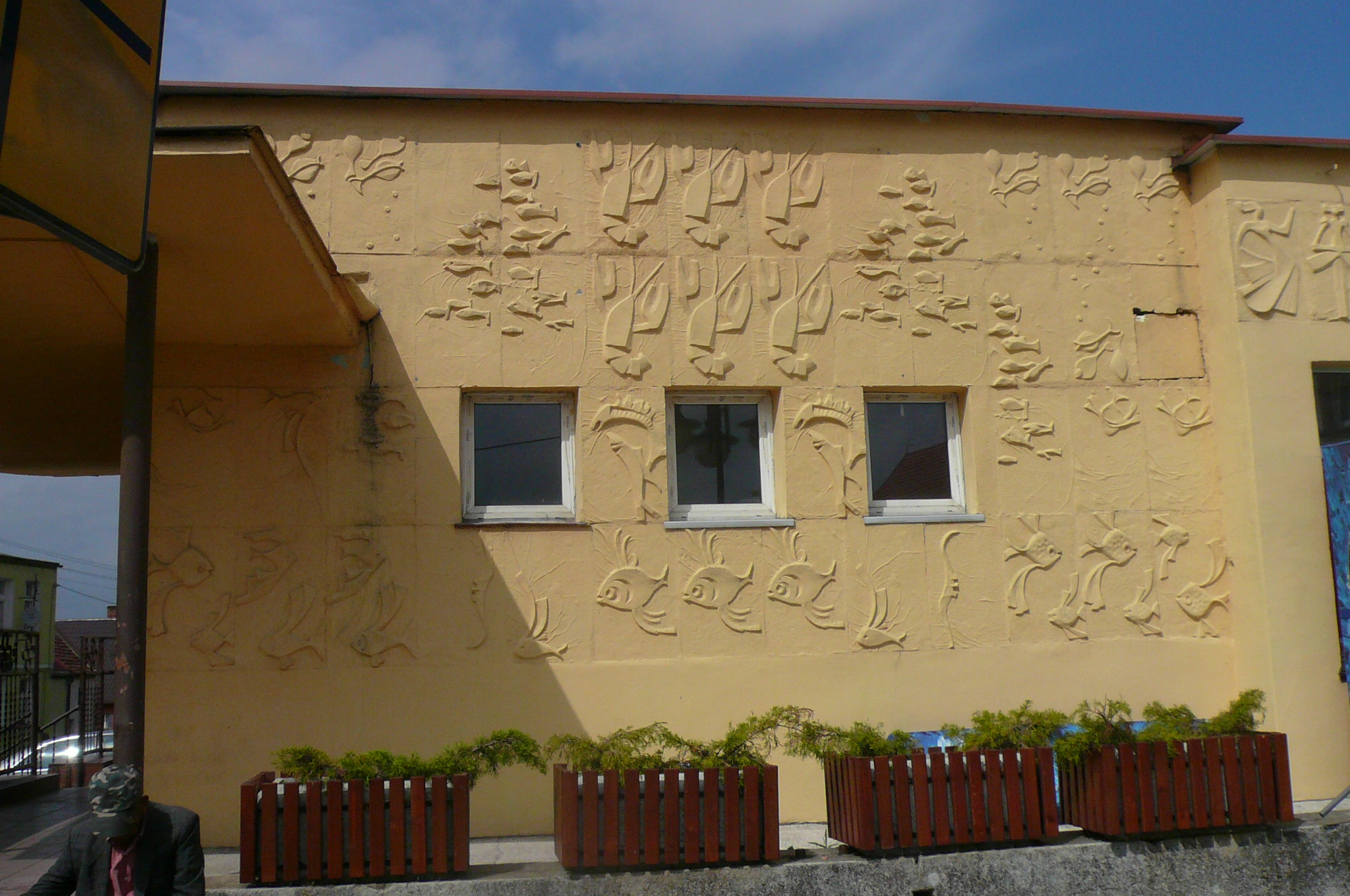
Część fasady dawnej restauracji "Pod Wielkim Rakiem"
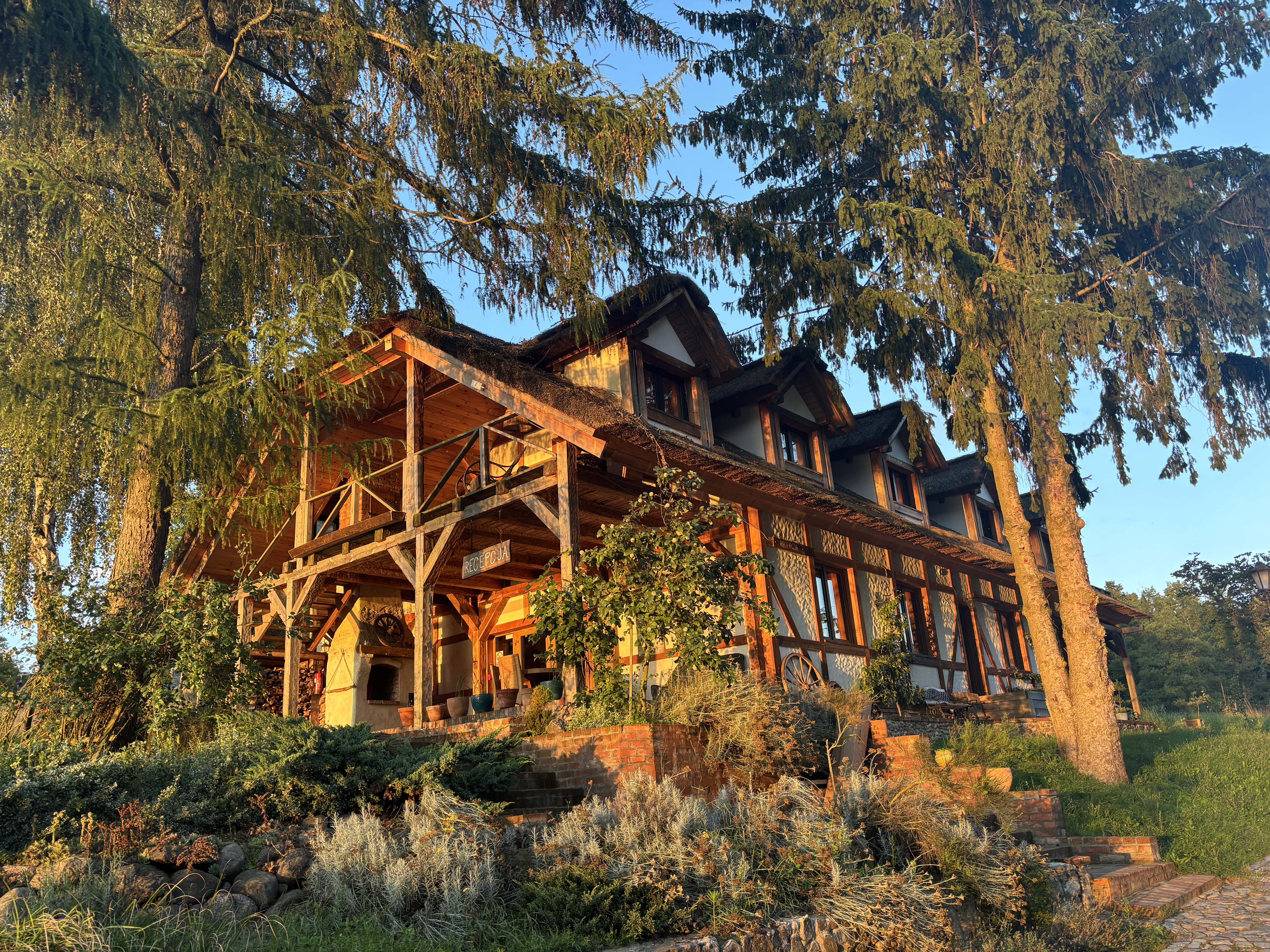
Centrum Konferencyjno-Wypoczynkowe ,,Szafir"

## Moryń w literaturze
W Moryniu (głównie na półwyspie zamkowym) Zbigniew Nienacki umieścił część akcji książki „Księga strachów” z cyklu powieści przygodowych dla młodzieży o Panu Samochodziku.
Do Morynia nawiązuje również inna powieść młodzieżowa, "Gdzie jest Murzynno" autorstwa Wandy Strzałkowskiej-Koryckiej. Bohaterowie bezskutecznie poszukują tytułowego "Murzynna", nie wiedząc że nazwa miejscowości została zmieniona na Moryń.

## Demografia
Struktura demograficzna mieszkańców Morynia według danych z 31 grudnia 2008:

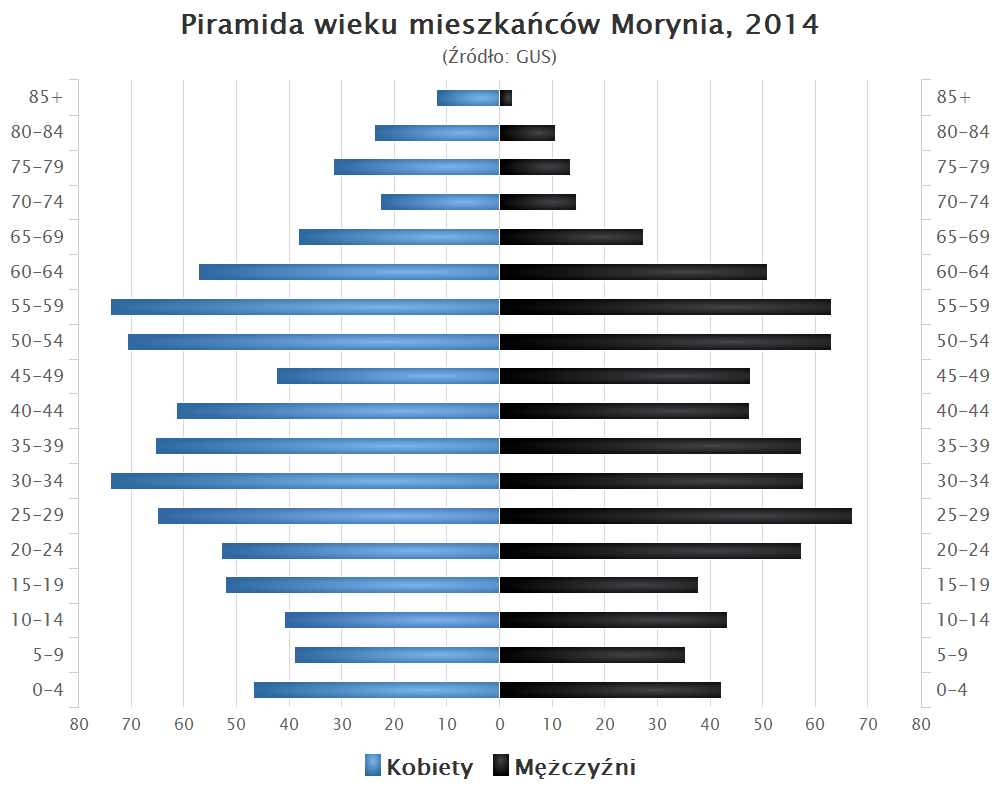
Piramida wieku mieszkańców Morynia w 2014 roku

| Opis                                | Ogółem | Ogółem | Kobiety | Kobiety | Mężczyźni | Mężczyźni |
| ----------------------------------- | ------ | ------ | ------- | ------- | --------- | --------- |
| Jednostka                           | osób   | %      | osób    | %       | osób      | %         |
| Populacja                           | 1631   | 100    | 907     | 55,61   | 724       | 44,39     |
| Wiek przedprodukcyjny (0–17 lat)    | 300    | 18,39  | 147     | 9,01    | 153       | 9,38      |
| Wiek produkcyjny (18–65 lat)        | 1115   | 68,36  | 607     | 37,22   | 508       | 31,15     |
| Wiek poprodukcyjny (powyżej 65 lat) | 216    | 13,24  | 153     | 9,38    | 63        | 3,86      |

## Oświata

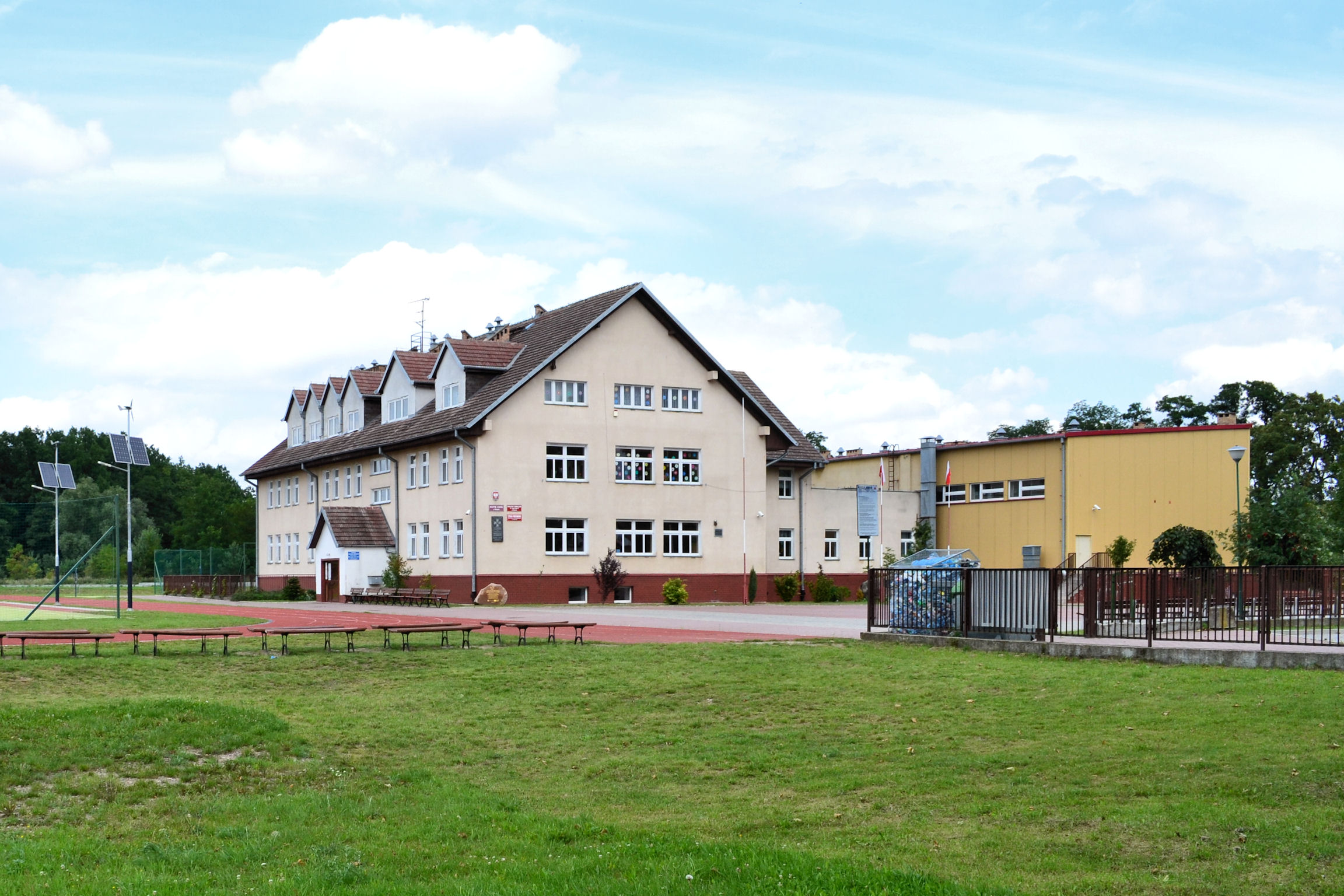
Zespół szkół w Moryniu

Jedyną placówką oświatową w miejscowości jest Zespół Szkół w Moryniu, w skład którego wchodzą: Szkoła Podstawowa im. st. sierż. Mieczysława Majchrzaka oraz Przedszkole Miejskie.

## Sport
Od 1957 roku działa tutaj klub piłki nożnej Morzycko Moryń, grający obecnie w IV lidze.

## Administracja

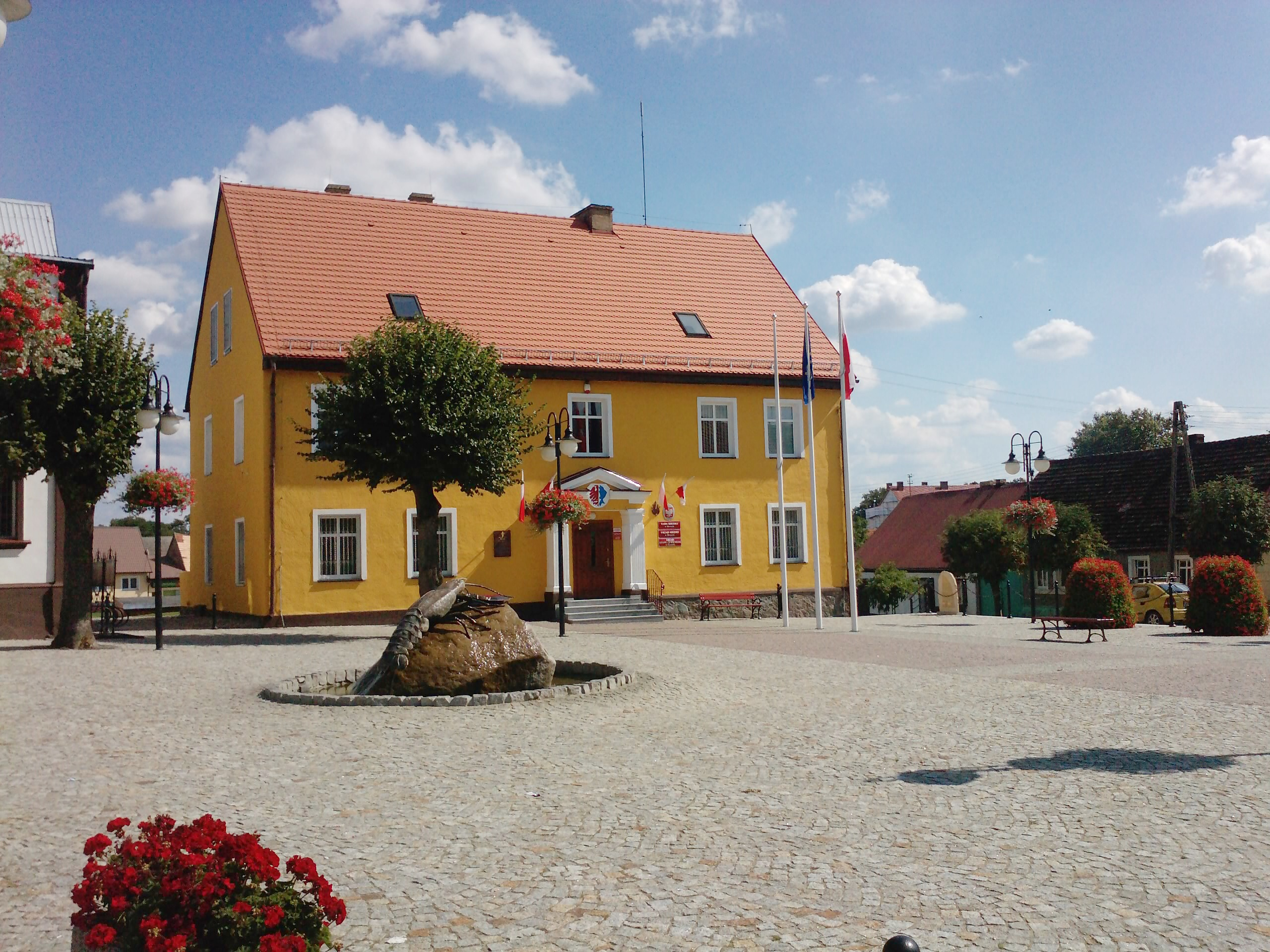
Ratusz

Miasto jest siedzibą gminy miejsko-wiejskiej Moryń. Mieszkańcy Morynia oraz osady Moryń-Dwór wybierają 5 z 15 radnych do Rady Miejskiej w Moryniu. Organem wykonawczym jest burmistrz. Siedzibą władz jest urząd miejski przy placu Wolności.
Burmistrzowie Morynia:
- Bogdan Sternal (1994 – 2002),
- Jan Maranda (od 2002 r.).

Gmina Moryń utworzyła jednostkę pomocniczą – „Miasto Moryń”. Organem uchwałodawczym miasta jest ogólne zebranie mieszkańców, które wybiera zarząd miasta, składający się z 5 członków, z przewodniczącym na czele.
Mieszkańcy Morynia wybierają posłów na Sejm RP z okręgu wyborczego nr 41 (Szczecin), senatora z okręgu nr 98, a posłów do Parlamentu Europejskiego z okręgu nr 13.

## Dom Opieki Społecznej

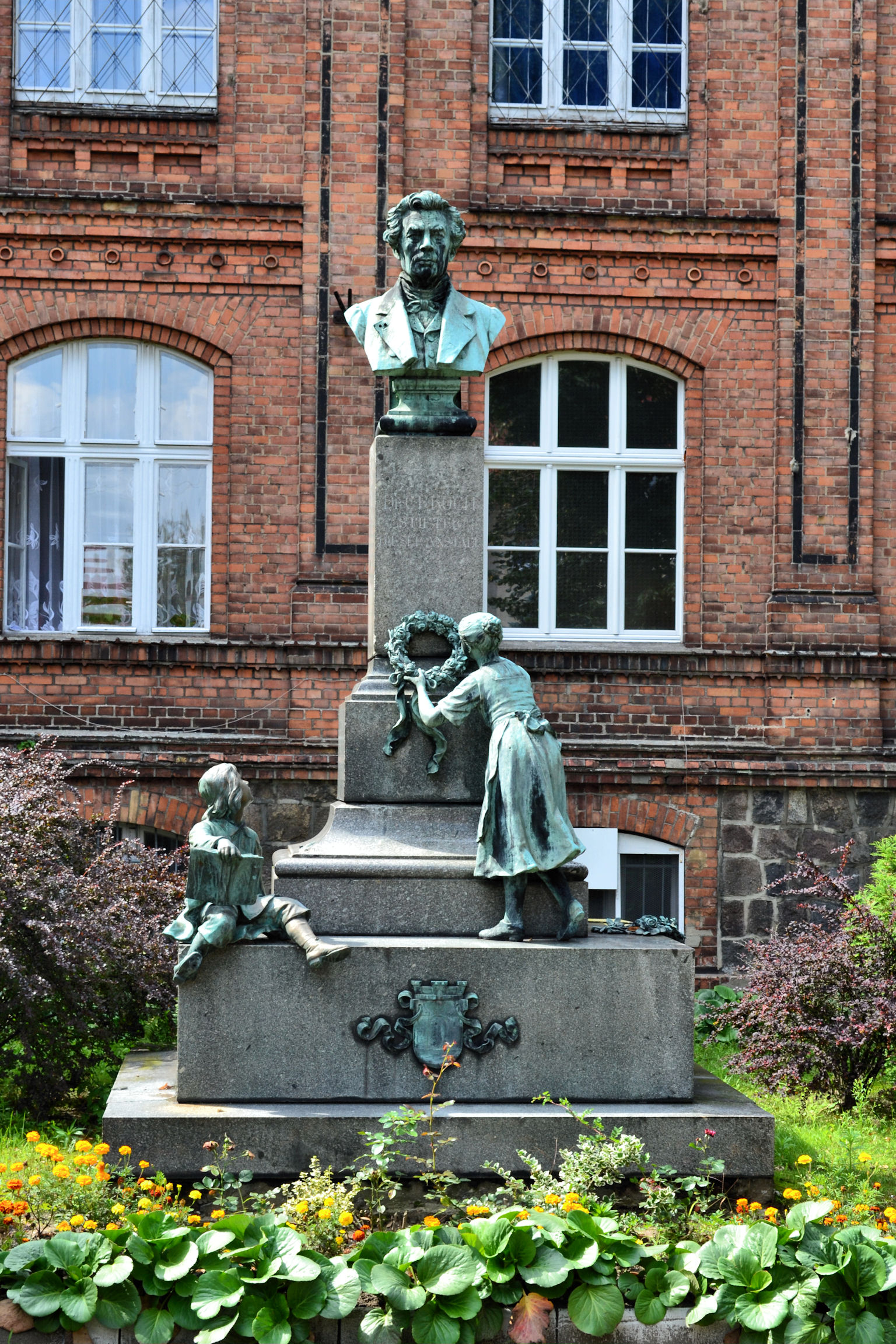
Pomnik Christiana Kocha przed domem opieki

Zakład opiekuńczy w Moryniu powstał 1874 r. z inicjatywy dr. Christiana Friedricha Kocha, który był jego głównym fundatorem. Przeznaczony był dla ok. 80 dzieci (głównie sierot) i nosił nazwę „Kinderglück” („Szczęście Dzieci”). Pierwotnie składał się z jednego dużego, trójskrzydłowego budynku głównego oraz zespołu budynków pomocniczych. Zabudowania otoczone były rozległymi terenami zielonymi wykorzystywanymi do celów rekreacyjno-sportowych.
W 1903 r. przed głównym budynkiem zakładu ustawiono pomnik z popiersiem fundatora oraz figurami dwojga dzieci. Autorem pomnika był berliński rzeźbiarz Heinrich Wefing. Pomnik zachował się do dziś.
Obecnie w Zakładzie mieści się dom opieki społecznej dla ok. 120 niepełnosprawnych intelektualnie osób dorosłych, prowadzony przez Zgromadzenie Sióstr Benedyktynek Samarytanek Krzyża Chrystusowego.